# カースートスップ
カースートスップ (グリーンランド語: Qaasuitsup Kommunia) は、グリーンランドの北西部にかつて存在した基礎自治体（以下、本稿では便宜上「市」と表記する）である。2018年1月1日の行政区画の改編により消滅。2013年1月の人口は17,498人。行政の中心はイルリサット。

## 歴史
- 2009年1月1日の行政区画の改編によりAasiaat、Kangaatsiaq、Ilulissat、Qaanaaq、Qasigiannguit、Qeqertarsuaq、Uummannaq、Upernavikの各基礎自治体が統合し誕生した。
- 2018年1月1日の行政区画の改編によりアヴァンナータ自治体、ケケタリク自治体に分割された[4]。

## 町や集落
- Aappilattoq
- アシアート(Aasiaat)
- アクナーク（英語版）（Akunnaaq）
- アッツ(Attu)
- Iginniarfik
- Ikamiut
- Ikerasaarsuk
- イケラサク（英語版）
- イリマナク（Ilimanaq）
- イロルスイト(Illorsuit)
- イルリサット(Ilulissat)
- Innaarsuit
- カンガートシャク(Kangaatsiaq)
- Kangerluk
- Kangersuatsiaq
- Kitsissuarsuit
- クッロルシュアク(Kullorsuaq)
- Moriusaq
- Naajaat
- ニアコルナールスク(Niaqornaarsuk)
- ニアコルナト(Niaqornat)
- Nutaarmiut
- ヌーガートシュアク(Nuugaatsiaq)
- Nuussuaq
- オカートスト(Oqaatsut)
- カーナーク(Qaanaaq)
- カールシュト(Qaarsut)
- カシギアングイト(Qasigiannguit)
- ケケルタク(Qeqertaq)
- ケケタット
- ケケルタルスアク（英語版）（Qeqertarsuaq）
- Saattut
- サカック(Saqqaq)
- サビシビーク(Savissivik)
- シオラパルク(Siorapaluk)
- タシウシャク(Tasiusaq)
- ウクシサット(Ukkusissat)
- ウペルナビク(Upernavik)
- ウペルナビク・クヤレック(Upernavik Kujalleq)
- ウマナック(Uummannaq)